# Temporada 1970-71 de los New York Knicks
La temporada 1970-71 fue la vigésimo quinta de los New York Knicks en la NBA. La temporada regular acabó con 52 victorias y 30 derrotas, ocupando el primer puesto de la conferencia, clasificándose para los playoffs, en los que cayeron en las finales de conferencia ante Baltimore Bullets.

## Elecciones en elDraft
| Ronda | Puesto | Jugador       | Posición | Nacionalidad   | Universidad |
| ----- | ------ | ------------- | -------- | -------------- | ----------- |
| 1     | 17     | Mike Price    | Escolta  | Estados Unidos | Illinois    |
| 2     | 34     | Howie Wright  | Escolta  | Estados Unidos | Austin Peay |
| 8     | 136    | Greg Fillmore | Pívot    | Estados Unidos | Cheyney     |

## Temporada regular
| División Atlántico   | División Atlántico | División Atlántico | División Atlántico | División Atlántico | División Atlántico | División Atlántico | División Atlántico | División Atlántico |
| Equipo               | G                  | P                  | %                  | PD                 | Casa               | Fuera              | Neutral            | Div                |
| -------------------- | ------------------ | ------------------ | ------------------ | ------------------ | ------------------ | ------------------ | ------------------ | ------------------ |
| y-New York Knicks    | 52                 | 30                 | .634               | –                  | 32–9               | 19–20              | 1–1                | 10–6               |
| x-Philadelphia 76ers | 47                 | 35                 | .573               | 5                  | 24–15              | 21–18              | 2–2                | 10–6               |
| Boston Celtics       | 44                 | 38                 | .537               | 8                  | 25–14              | 18–22              | 1–2                | 8–8                |
| Buffalo Braves       | 22                 | 60                 | .268               | 30                 | 14–23              | 6–30               | 2–7                | 2–10               |

## Playoffs

### Semifinales de Conferencia
New York Knicks vs. Atlanta Hawks 
| Fecha       | Partido                                | Ciudad     |
| ----------- | -------------------------------------- | ---------- |
| 25 de marzo | New York Knicks 112, Atlanta Hawks 101 | Nueva York |
| 27 de marzo | New York Knicks 104, Atlanta Hawks 113 | Nueva York |
| 28 de marzo | Atlanta Hawks 95, New York Knicks 110  | Atlanta    |
| 30 de marzo | Atlanta Hawks 107, New York Knicks 113 | Atlanta    |
| 1 de abril  | New York Knicks 111, Atlanta Hawks 107 | Nueva York |
|             | New York Knicks gana las series 4-1    |            |

### Finales de Conferencia
Baltimore Bullets vs. New York Knicks 
| Fecha       | Partido                                    | Ciudad     |
| ----------- | ------------------------------------------ | ---------- |
| 6 de abril  | New York Knicks 112, Baltimore Bullets 111 | Nueva York |
| 9 de abril  | New York Knicks 107, Baltimore Bullets 88  | Nueva York |
| 11 de abril | Baltimore Bullets 114, New York Knicks 88  | Baltimore  |
| 14 de abril | Baltimore Bullets 101, New York Knicks 80  | Baltimore  |
| 16 de abril | New York Knicks 89, Baltimore Bullets 84   | Nueva York |
| 18 de abril | Baltimore Bullets 113, New York Knicks 96  | Baltimore  |
| 19 de abril | New York Knicks 91, Baltimore Bullets 93   | Nueva York |
|             | Baltimore Bullets gana las series 4-3      |            |

## Estadísticas
| Rk | Jugador          | Edad | P  | PT | MP   | TC  | TCI  | %TC   | TL  | TLI | %TL  | RB   | AS  | FP  | PTS  |
| -- | ---------------- | ---- | -- | -- | ---- | --- | ---- | ----- | --- | --- | ---- | ---- | --- | --- | ---- |
| 1  | Walt Frazier     | 25   | 80 |    | 43.2 | 8.1 | 16.5 | .494  | 5.4 | 7.0 | .779 | 6.8  | 6.7 | 3.0 | 21.7 |
| 2  | Willis Reed      | 28   | 73 |    | 39.1 | 8.4 | 18.2 | .462  | 4.1 | 5.2 | .785 | 13.7 | 2.0 | 3.1 | 20.9 |
| 3  | Dave DeBusschere | 30   | 81 |    | 35.7 | 6.5 | 15.3 | .421  | 2.7 | 3.9 | .696 | 11.1 | 2.7 | 2.9 | 15.6 |
| 4  | Dick Barnett     | 34   | 82 |    | 34.7 | 6.6 | 14.4 | .456  | 2.4 | 3.4 | .694 | 2.9  | 2.7 | 2.8 | 15.5 |
| 5  | Bill Bradley     | 27   | 78 |    | 29.5 | 5.3 | 11.7 | .453  | 1.8 | 2.2 | .823 | 3.3  | 3.6 | 3.1 | 12.4 |
| 6  | Dave Stallworth  | 29   | 81 |    | 19.3 | 3.6 | 8.5  | .431  | 2.1 | 2.8 | .735 | 4.3  | 1.3 | 2.2 | 9.4  |
| 7  | Cazzie Russell   | 26   | 57 |    | 18.5 | 3.8 | 8.8  | .429  | 1.6 | 2.1 | .773 | 3.4  | 1.4 | 1.3 | 9.2  |
| 8  | Mike Riordan     | 25   | 82 |    | 16.1 | 2.0 | 4.7  | .418  | 0.8 | 1.3 | .620 | 2.1  | 1.5 | 1.8 | 4.8  |
| 9  | Phil Jackson     | 25   | 71 |    | 10.9 | 1.7 | 3.7  | .449  | 1.3 | 1.9 | .714 | 3.4  | 0.4 | 2.4 | 4.7  |
| 10 | Greg Fillmore    | 23   | 39 |    | 6.9  | 1.2 | 2.6  | .441  | 0.3 | 0.7 | .481 | 2.4  | 0.4 | 2.1 | 2.6  |
| 11 | Eddie Mast       | 22   | 30 |    | 5.5  | 0.8 | 2.2  | .379  | 0.4 | 0.7 | .550 | 1.9  | 0.1 | 0.8 | 2.0  |
| 12 | Mike Price       | 22   | 56 |    | 4.5  | 0.5 | 1.4  | .370  | 0.4 | 0.6 | .706 | 0.5  | 0.2 | 1.0 | 1.5  |
| 13 | Milt Williams    | 25   | 5  |    | 2.6  | 0.2 | 0.2  | 1.000 | 0.4 | 0.6 | .667 | 0.0  | 0.4 | 0.6 | 0.8  |

## Galardones y récords
| Jugador          | Galardón                                                                 |
| Willis Reed      | 2.º Mejor quinteto de la NBA All-Star                                    |
| Walt Frazier     | 2.º Mejor quinteto de la NBA Mejor quinteto defensivo de la NBA All-Star |
| Dave DeBusschere | Mejor quinteto defensivo de la NBA All-Star                              |